# Distrito de Moyo
Moyo es un distrito que se encuentra en Uganda, al norte de este país. Como otros distritos de Uganda, se nombra igual que su ciudad capital, la ciudad de Moyo. El distrito de Adjumani limital al sur a través de las aguas del Nilo Blanco, mientras que el distrito de Yumbe está al oeste. Comparte fronteras con Sudán del Sur al norte.
El distrito recibió a una gran cantidad de refugiados sudaneses que huyeron de su país. El acuerdo sudanés de paz firmado en 2005 y las actividades reducidas del LRA ha levantado esperanzas que Moyo se convertirá otra vez el área próspera de tránsito para el comercio fronterizo que fue en el pasado.

## Geografía
Posee una superficie total de 2059 km². Su población es, según cifras del censo del año 2002, de 199.912 personas. Esto da una densidad de 97 habitantes por cada kilómetro cuadrado.
- Datos: Q2183668